# Ribeirão da Ilha
Ribeirão da Ilha é um distrito da cidade de Florianópolis, capital do Estado brasileiro de Santa Catarina. Foi criado por Alvará Régio datado de 11 de julho de 1809.
Ali se encontra o ponto culminante da Ilha de Santa Catarina: o Morro do Ribeirão com 532 m de altitude. Do topo é possível descortinar a Baía Sul, parte do Sertão do Peri e as montanhas do extremo sul do maciço do Cambirela, no continente, em toda sua plenitude.
O distrito destaca-se como o maior produtor de ostras do Brasil.
Sua sede é a chamada Freguesia do Ribeirão. O distrito da Tapera, ao norte, foi parte do distrito do Ribeirão da Ilha até 2023. As outras localidades do distrito são:
1. Alto Ribeirão
2. Barro Vermelho
3. Caiacangaçu
4. Caieira da Barra do Sul
5. Carianos
6. Costeira do Ribeirão
7. Praia de Naufragados
8. Sertão do Peri

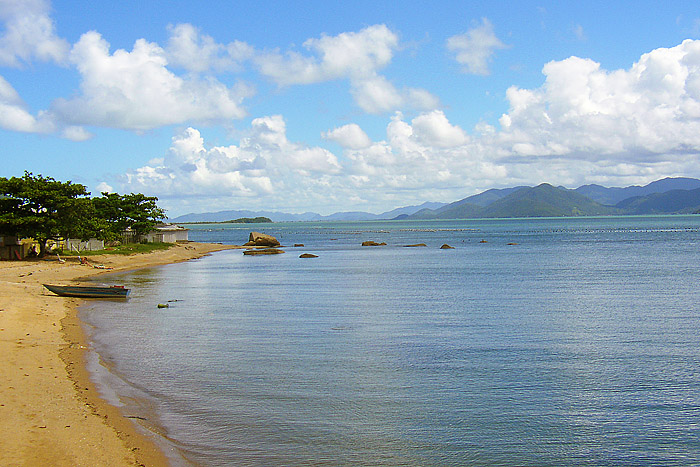
Ribeirão da Ilha

É o segundo distrito mais antigo de Florianópolis, depois de Santo Antônio de Lisboa. Ali se preservam tradições como a Festa de Nossa Senhora da Lapa, a produção das rendas de bilro, das canoas e baleeiras, dos balaios e cestos de cipó.
O centro histórico, sede da antiga Freguesia, é um dos mais antigos núcleos de colonização açoriana, fundado em meados do século XVIII. O cenário é expressão da arquitetura colonial portuguesa, constituído pelas casas geminadas, alinhadas na Rodovia Baldicero Filomeno e ao redor da Praça Hermínio Silva, onde fica localizada a Igreja de Nossa Senhora da Lapa, Sé da Paróquia, foi inaugurada em 1806, construída pelos senhores e seus escravos, em alvenaria de pedra, cal e azeite de baleia, vindo da Armação. Faz parte de um conjunto arquitetônico preservado por lei municipal de 1975, juntamente com o cemitério, aos fundos, e ao lado, o Império do Divino Espírito Santo, local da Festa do Divino, tradição religiosa açoriana.